# St. George and the Dragon
St. George and the Dragon è una canzone del gruppo musicale statunitense Toto, estratta come secondo singolo dal loro secondo album Hydra nel 1979.

## La canzone
La canzone fu scritta da David Paich. Compaiono molti riferimenti tra questo brano e la canzone Hydra dello stesso album, come se la storia di San Giorgio contro il drago si volesse identificare in quella di Ercole contro il mitologico drago a nove teste. Nel testo la parola Hydra viene anche pronunciata durante la prima e la terza strofa, mentre nel libretto dell'album prima del testo della canzone vi sono scritte le frasi "There was a man, There was a lady, There was a Dragon", frasi pronunciate nell'inizio di tutte le strofe della canzone Hydra. Le due canzoni sono quindi collegate non solo dal fatto che nel disco sono rispettivamente la prima e la seconda canzone in scaletta, ma anche dal loro testo.

## Video musicale
Proprio come nel videoclip di Hydra, anche nel video di St. George and the Dragon viene illustrata la band che suona il brano in una discarica al chiuso, anche se nel video precedente veniva anche mostrato un ragazzo che per salvare la propria principessa doveva combattere contro un mostro, per cui alcuni pensano che le due canzoni sono collegate anche dal video musicale.

## Tracce
1. St. George and the Dragon
2. A Secret Love

## Formazione
- Bobby Kimball – voce primaria
- Steve Lukather – chitarra elettrica e voce secondaria
- David Paich – tastiere e voce secondaria
- Steve Porcaro – tastiere
- David Hungate – basso
- Jeff Porcaro – percussioni
- Lenny Castro – percussioni